# 現王園孝昭
現王園 孝昭（げんのうぞの たかあき、1946年（昭和21年）12月6日 - ）は、日本の政治家。前埼玉県北本市長（1期）、北本市議会議員（4期）。

## 来歴
鹿児島県出身。1965年（昭和40年）3月、鹿児島実業高等学校卒業。同年4月、東京都庁職員に採用される。1972年（昭和47年）、埼玉県北本市に転居。下水道局を経て財務局に長く勤めた。
2003年（平成15年）4月、北本市議会議員選挙に立候補し初当選した。計3回連続当選。
2015年（平成27年）4月26日に行われた北本市長選挙に立候補。連合埼玉の推薦を受けた現職の石津賢治との一騎打ちを制し初当選した。5月1日、市長就任。
※当日有権者数：56,320人 最終投票率：55.05%（前回比：+1.23pts）
| 候補者名   | 年齢 | 所属党派 | 新旧別 | 得票数   | 得票率 | 推薦・支持       |
| ---------- | ---- | -------- | ------ | -------- | ------ | ---------------- |
| 現王園孝昭 | 68   | 無所属   | 新     | 15,998票 | 52.95% |                  |
| 石津賢治   | 50   | 無所属   | 現     | 14,213票 | 47.05% | （推薦）連合埼玉 |

2019年（平成31年）4月21日に行われた市長選で元市議の三宮幸雄に敗れ落選した。
※当日有権者数：56,652人 最終投票率：48.62%（前回比：－6.43pts）
| 候補者名   | 年齢 | 所属党派 | 新旧別 | 得票数   | 得票率 | 推薦・支持 |
| ---------- | ---- | -------- | ------ | -------- | ------ | ---------- |
| 三宮幸雄   | 68   | 無所属   | 新     | 14,771票 | 55.13% |            |
| 現王園孝昭 | 72   | 無所属   | 現     | 12,022票 | 44.87% |            |

2021年11月3日、秋の叙勲において旭日双光章を受章。
2023年（令和5年）4月23日に行われた市議選で市議に復帰当選（通算4期）した。

## 市政・人物
- 北本市は2005年（平成17年）以降、現王園が市長に就任するまで、副市長・助役には6人の県職員が派遣されており、県課長補佐級が務めるのが通例であった。現王園は2015年（平成27年）の市長選の際、女性副市長の登用を公約に掲げた。しかし県から「適任者がいない」と断られ、2016年（平成28年）3月末に県から派遣されていた副市長が退任した後は空席となった。同年6月21日、現王園は市議会定例会に「副市長を置かない条例案」を提出[9]。その後、2017年（平成29年）4月1日付で知事特別秘書を務める荒井康博が副市長に就任した[10][11]。
- 2016年（平成28年）3月26日、北本市役所新庁舎（2014年10月オープン）の定礎が、現王園の判断で、刻印されていた前市長の名前がないものに作り替えられていたことが報道された。工事費は約26万円。「前市長の名前が入った定礎を現市長が名前がないものに変えた。前代未聞」との声が市民から上がった[12]。2017年（平成29年）8月6日、前市長名が入った定礎に戻される[13]。
- 2017年（平成29年）6月9日、現王園に辞職を求める請願が市民から議会定例会に提出された[14]。現王園は学歴詐称を行ったとされ、同市民はその責任をとれと訴えた。過去3回の市議選において議会事務局が保存する「履歴事項」の最終学歴は「放送大学教養学部」となっているが、東京都庁職員名鑑（2004年）には「鹿児島実」と書かれてあり、また2015年の市長選の際に発行された埼玉新聞の記事には「放送大学中退」とあったという[15]。
- 同年6月の議会定例会にJR北本駅東口へのホテル誘致計画の関連議案を提出するも否決される[16]。あわてた市執行部は7月12日の臨時議会前に反対派の民進党系市議への説得を重ね、一部修正した議案は同臨時議会において10対9の僅差で可決された[17]。
- 同年7月12日、臨時議会で「現王園孝昭市長に対する問責決議」が全会一致で可決された[18][19]。
- 同年9月5日、自らの月給10％を10月から半年間カットする議案を開会中の9月定例会に追加上程した[20]。

2022年北本市少年野球連盟理事長